# Prósymna
Prósymna (grec moderne : Πρόσυμνα ou grec moderne : Προσύμνη, Prosýmni) est un village grec en Argolide. Il fait partie du district municipal de Mycènes, dans le dème d'Argos-Mycènes.
Le village s'appelait avant 1927 Berbati (grec moderne : Μπερμπάτι),. C'est sous ce nom qu'est en général connu le site archéologique mycénien fouillé par des archéologues suédois près du village, à environ un kilomètre en direction de l'ouest.
Le village a maintenant pris le nom antique de Prósymna, dérivé de celui d'une des nourrices d'Héra.

## Géographie
Prósymna se trouve dans une petite vallée fertile arrosée par l'Astérion.

## Lieux et monuments
- Site archéologique mycénien de Berbati (tombe à tholos ; acropole sur la colline appelée Mastos, « mamelon »).
- Héraion d'Argos
- Pont à trois arches de l'Astérion sur la route d'Argos et Nauplie ; à cet endroit passait une ancienne route de Corinthe à Argos, appelée Kontoporeia.
- Ruines de thermes romains, à l'ouest du village.

## Personnalités liées à la localité
- Frank Klopas, joueur et entraîneur de football naturalisé américain, né à Prósymna en 1966.